# Olli Kunnari
Olli Kunnari (ur. 2 lutego 1982 roku w Alahärmä) – fiński siatkarz, reprezentant kraju, grający na pozycji przyjmującego. W sezonie 2008/2009 występował na parkietach PlusLigi w drużynie AZS UWM Olsztyn.

## Jako siatkarz

### Sukcesy klubowe
Liga fińska:
- 2004, 2012, 2014, 2017, 2018, 2019
- 2016
- 2003, 2013, 2015

Liga francuska:
- 2006, 2008

Puchar Francji:
- 2007

Liga grecka:
- 2010

Puchar Finlandii:
- 2013, 2017, 2018

### Sukcesy reprezentacyjne
Liga Europejska:
- 2005

### Nagrody indywidualne
- 2004: Najlepszy gracz w fińskiej Lentopallon SM-liiga

## Jako trener

### Sukcesy klubowe
Mistrzostwo Finlandii:
- 2025[3]
- 2023[4], 2024[5]
- 2022[6]

Puchar Finlandii:
- 2025[7]

### Sukcesy reprezentacyjne
Złota Liga Europejska:
- 2025[8]